# Veliki Planik
Veliki Planik (1272 m n. m.) je hora v pohoří Čičarija v severozápadní části Chorvatska. Nachází se na území opčiny Lupoglav v Istrijské župě. Na jihovýchodě sousedí s vrcholem Mali Planik (1259 m). Veliki Planik je nejvyšší horou celého pohoří.
Na vrchol lze vystoupit po značených turistických trasách z několika směrů, například z osady Brgudac.